# Anyphaena trifida
Anyphaena trifida är en spindelart som beskrevs av F. O. Pickard-Cambridge 1900. Anyphaena trifida ingår i släktet Anyphaena och familjen spökspindlar. Inga underarter finns listade i Catalogue of Life.